# Білоусівська волость (Лохвицький повіт)
Білоусівська волость — адміністративно-територіальна одиниця Лохвицького повіту Полтавської губернії з центром у селі Білоусівка.
Старшинами волості були:
- 1900 року козак Яків Сиса (виконувач обов'язків старшини)[1];
- 1904 року козак Кирило Тарасович Макаренко[2];
- 1913 роках Микола Семенович Луценко[3];
- 1915 роках Кирило Тарасович Макаренко[4].